# ANT-20 (航空機)
ANT-20「マクシム・ゴーリキー」
2機のI-5と共にモスクワ上空を示威飛行するANT-20。
- 用途：宣伝機・旅客機
- 分類：単葉多発機
- 設計者：アンドレイ・ツポレフ
- 製造者：ツポレフ
- 運用者： ソビエト連邦
- 初飛行：1934年4月
- 生産数：2機
- 運用開始：1934年4月
- 退役：1942年
- 運用状況：墜落

ANT-20(マクシム・ゴーリキー号；ロシア語:АНТ-20 "Максим Горький")は、ソ連の8発の航空機である。1930年代で最も大きな航空機のひとつであった。

## 開発
ソ連の小説家マクシム・ゴーリキーの文学活動開始から40年を記念して、ソ連作家連盟の要望と一般からの寄付による宣伝用の大型機が企画された。アンドレイ・ツポレフによって1933年7月4日から製作され、1934年4月3日に完成。「マクシム・ゴーリキー」と名付けられた。

## 設計
ソ連の航空技術を世界に誇示すべく、機体はこれまでにない巨大なものになった。主脚は固定式でタイヤにはスパッツが被せられていたが、これだけで4mほどの高さを有した。エンジンは、主翼にミクーリンAM-34 FRNを6基も装備したが、これでも馬力不足であったため、胴体上に同エンジンを2基収めたエンジンポッドを追加した。あまりにも巨大なため離着陸可能な飛行場も少なく、分解して列車で運搬できた。
ANT-20の最大の特徴は、未だ中央からの情報の行き届いていない地域に、ソビエト共産党とスターリン主義の宣伝のために用いられるための各種機材を搭載していることであった。機内には印刷機械、撮影設備、映写機械、資料室などを備えており、「天からの声」 ("Голос с неба"ゴーラス・ス・ニェーバ) と呼ばれる高出力の放送設備も備えており、夜間空中に党のスローガンを投影する照明装置も備えていた。これらの電源には4基の補助エンジンが搭載されており、直流の他に交流の電源も使用できた。これらの機材を運用する宣伝要員として10名から12名が搭乗したが、彼らのための寝室や電話交換機、果てはカフェテリアも用意されており、洗濯室や薬局、バーすらあったという説もある。

## 運用
共産党の宣伝要員や党幹部のみ搭乗が許された。唯一の外国人搭乗者はフランスの作家であるアントワーヌ・ド・サン＝テグジュペリで、『パリ・ソワール』紙の新聞記者として機上の人となり、墜落事故直前に搭乗記を執筆している。

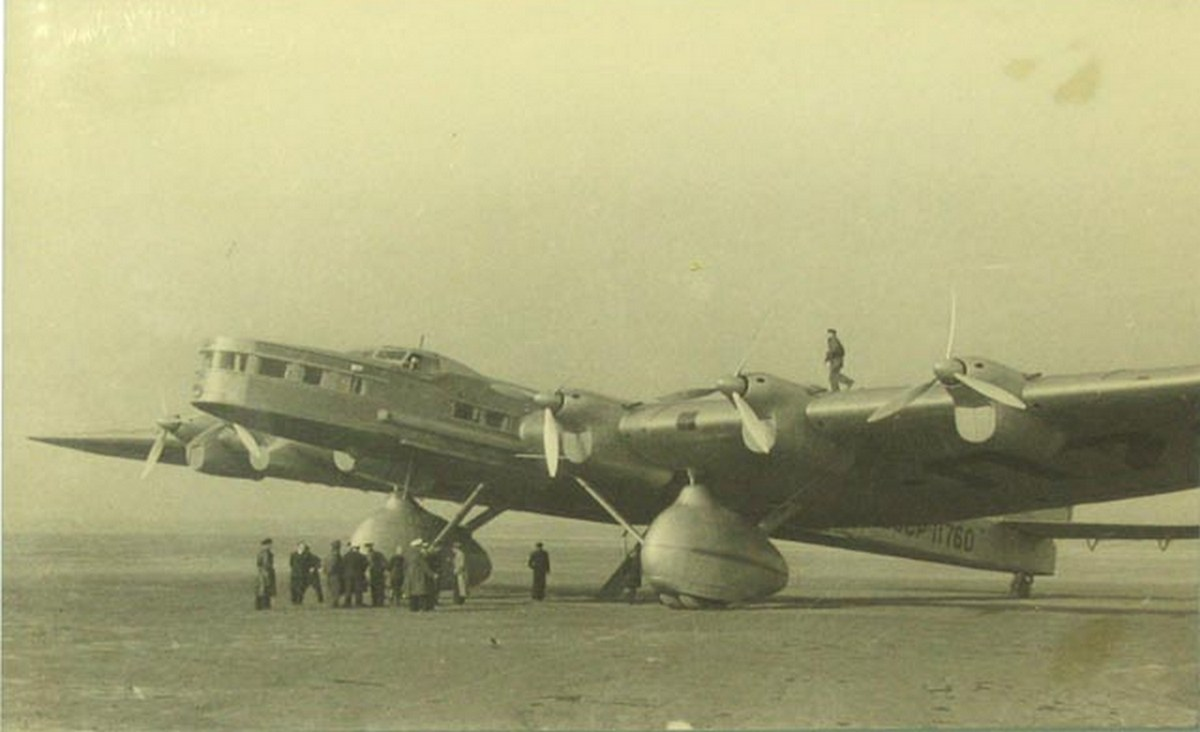
アエロフロートで運用されるANT-20bis。

1935年5月18日、イヴァーン・ヴァシーリエヴィチ・ミヘーエフ(Иван Васильевич Михеев)とニコラーイ・セミョーノヴィチ・ジューロフ(Николай Семёнович Журов)の操縦によるマクシム・ゴーリキー号はANT-14、R-5偵察機、I-5戦闘機の3機と共にモスクワ上空のデモ飛行のために離陸したが、翼の近くで突然宙返りしたニコラーイ・パーヴロヴィチ・ブラーギン(Николай Павлович Благин)の操縦するI-5と、衝突して墜落した。この墜落で操縦クルーと招待された党幹部の計45人が死亡し、機体も全損してわずか1年ばかりの生涯を閉じた。ソ連当局は、ブラーギンが急接近した状態で無理な宙返りをしたのが事故の原因だと発表したが、この宙返り自体が事前に当局から命じられたものであったとされている。
その後、1938年に旅客機としてANT-20bisが1機製造された。ANT-20bisはエンジンの強化で主翼の6基のみでの飛行が可能になっていた。ANT-20bisは登録記号「PS-124」が与えられた後にアエロフロートでモスクワ - ウズベキスタン間の定期飛行に就役したが、1942年に事故で墜落し、乗員36名全員が死亡した。

## 要目

### ANT-20
- 全長: 32.46 m
- 全幅: 63.00 m
- 全高: 11.25 m
- 空虚重量: 41,731 kg
- 最大速度: 220 km/h
- エンジン: ミクーリンAM-34 FRN（900馬力） （2ブレード可変ピッチプロペラ）×8基
- 乗員: 8 - 10 人
- 乗客: 72 人